# Лобачевский, Яков Петрович
Я́ков Петро́вич Лобаче́вский (род. 9 июля 1955 года, Зерновой, Ростовская область, РСФСР, СССР) — российский учёный, специалист в области механизации сельскохозяйственного производства, член-корреспондент РАН (2016), академик РАН (2019).

## Биография
Родился 9 июля 1955 года в г. Зерновой (ныне — Зерноград) Ростовской области в семье преподавателя Азово-Черноморского института механизации сельского хозяйства Петра Яковлевича Лобачевского (1922—2016).
В 1977 году окончил Азово-Черноморский институт механизации сельского хозяйства.
С 1977 по 1979 годы — инженер Северо-Кавказской государственной машиноиспытательной станции.
С 1979 по 1991 годы — аспирант, младший, старший научный сотрудник, заведующий отраслевой научно-исследовательской лабораторией (1986—1991) Московского института инженеров сельскохозяйственного производства.
С 1991 по 1997 годы — генеральный директор Научно-технического центра «Агроспектр».
С 1997 по 2004 годы — заведующий кафедрой почвообрабатывающих машин Московского государственного агроинженерного университета имени В. П. Горячкина.
В 2000 году защитил докторскую диссертацию, тема: «Семейство фронтальных плугов для гладкой вспашки».
В 2001 году присвоено учёное звание профессора.
С 2004 по 2006 годы — заместитель начальника управления мелиорации и технического обеспечения Федерального агентства по сельскому хозяйству Министерства сельского хозяйства Российской Федерации.
С 2006 по 2012 годы — заместитель директора по развитию и инновации, с 2012 года — первый заместитель директора Всероссийского НИИ механизации сельского хозяйства (сейчас это — Федеральный научный агроинженерный центр ВИМ).
28 октября 2016 года избран членом-корреспондентом РАН по Отделению сельскохозяйственных наук (механизация и автоматизация сельскохозяйственного производства). 15 ноября 2019 года избран академиком РАН.
Руководитель секции механизации, электрификации и автоматизации Отделения сельскохозяйственных наук РАН (2017—2022). Академик-секретарь ОСХН РАН (с 2022).

## Научная деятельность
Специалист в области технологий и технических средств для сельскохозяйственного производства.
Ведет разработку систем машин и технологий для комплексной механизации и автоматизации сельскохозяйственного производства.
Разработчик семейства универсальных почвообрабатывающих машин серии «Викинг» (оснащенных оригинальными сменными рабочими органами) к тракторам классов 3 и 5, которые отмечены несколькими медалями ВВЦ и ВДНХ.
Автор более 250 научных трудов, из них 8 монографий, 18 брошюр и учебных пособий, 3 рекомендации. Имеет более 60 авторских свидетельств и патентов на изобретения.
Почётный профессор Западно-Казахстанского инженерно-гуманитарного университета (2015), член-корреспондент Российской инженерной академии (2016).

## Награды
- Премия Ленинского комсомола в области науки и техники (1983)
- Медаль «За трудовое отличие» (1985)
- Золотая медаль ВДНХ (1985)
- Пять серебряных медалей ВДНХ и ВВЦ (1982—1998)
- Золотая (2015) и серебряная (2008) медали МСХ РФ «За вклад в развитие АПК»
- Почётные грамоты МСХ РФ (2005), Россельхозакадемии (2010)
- Медаль ордена «За заслуги перед Отечеством» I степени (2024)[5]